# Tractat de Varsòvia (1705)
El Tractat de Varsòvia es conclogué el 18 (C.J.) o el 28 de novembre (C.G.) de 1705 durant la Gran Guerra del Nord. Fou un tractat de pau i aliança entre l'Imperi Suec i la facció de la Confederació de Polònia i Lituània fidel a Stanisław Leszczyński.

## Context històric
A principis de la Gran Guerra del Nord, Carles XII de Suècia va emprendre una campanya contra la Confederació de Polònia i Lituània, d'on August el Fort, Elector de Saxònia, era rei des de 1697. Amb l'objectiu de destronar al seu adversari, Carles XII va aconseguir que el seu candidat, Stanislaw Leszczynski, fos elegit rei de Polònia el 12 de juliol 1704. L'aliat d'August Pere el Gran, tsar de Rússia, es va mostrar reticent a plantejar una gran batalla campal contra Carles XII, a conseqüència de la greu derrota que havia patit el seu exèrcit a Narva el 1700. Una facció de nobles polonesos i lituans no acceptaren l'elecció de Leszczyński, que s'havia imposat en contra dels costums de la Confederació, i organitzaren el Sandomir o Confederació Sandomierz en suport d'August. Ells declararen que l'elecció era il·legal, declararen proscrits els seguidors de Leszczyński que s'agrupaven en la Confederació de Varsòvia, declararen la guerra a Suècia i s'aliaren amb Rússia en el Tractat de Narva.
Un exèrcit russo-saxò-polonès-lituà reunit a Polostsk, un altre exèrcit aliat a Saxònia, i un tercer exèrcit aliat comandat pel General Pajkul, avançaren envers Varsòvia, on Carles XII i Leszczyński es trobaven. La cavalleria aliada de Pajkul arribà a la rodalia de Varsòvia el 31 de juliol de 1705, on fou vençuda. L'exèrcit de Polostk no pogué avançar cap a l'oest degut a l'acció de les tropes sueques comandades perAdam Ludwig Lewenhaupt. Per tant, Leszczynski pogué ser coronat rei de Polònia a Varsòvia el 4 d'octubre de 1705, i Suècia i la facció de la Confederació representada per Leszczynski varen signar el tractat de Varsòvia el 28 de setembre.

## Termes
Suècia obtingué permís per ocupar les fortaleses i ciutats de la Confederació, i per reclutar soldats en els seus territoris, sense restriccions. Les aliances establertes per la Confederació foren declarades nul·les, essent necessària l'aprovació de Carles XII per assolir qualsevol tipus d'acord diplomàtic.
Les regions de la Confederació de Curlàndia, Lituània, Prússia Reial i Rutènia només podien comerciar a través del port suec de Riga, el port polonès de Połąga a Curlàndia hagué de ser abandonat. En el territori de la Confederació, els mercaders suecs tenien garantides importants exempcions fiscals i el dret d'establir-se i de comerciar-hi.
El tractat dividia els territoris de la Confederació, que estaven sota ocupació russa de la següent forma: les àrees de Smolensk i Kíev havien de ser reintegrades a Polònia-Lituània, mentre que la Livònia Polonesa i Curlàndia havien de ser cedides a Suècia quan es reconquerissin.
Per als futurs candidats al tron polonès, el tractat va passar a formar part de la pacta conventa, el que significà que va haver de ser recolzat per qualsevol candidatura, perquè aquesta fos vàlida.

## Conseqüències
Com es pretenia, el tractat feu impossible la reconciliació de les dues faccions enfrontades dins de la Confederació. A principis de 1706, August el Fort es va acostar a Varsòvia amb una força de cavalleria i va ordenar a Joan Maties del Schulenburg que anés amb l'exèrcit, reunit a Saxònia, a Polònia-Lituània. Schulenburg va ser interceptat i derrotat per Rehnskiöld a la batalla de Fraustadt. L'exèrcit reunit a la ciutat Polotsk havia estat traslladat a Grodno, on va fou tàcticament derrotat, a laBatalla de Grodno (1706) i obligat a retirar-se cap a l'est. Carles XII ocupà llavors Saxònia, i August fou obligat a abandonar tant la corona de Polònia com els seus aliats en el Tractat d'Altranstädt (1706)